# Physalaemus marmoratus
La ranita maulladora moteada (Physalaemus marmoratus) es una especie de anfibio de la familia Leptodactylidae. Se distribuye en el centro-este de América del Sur.

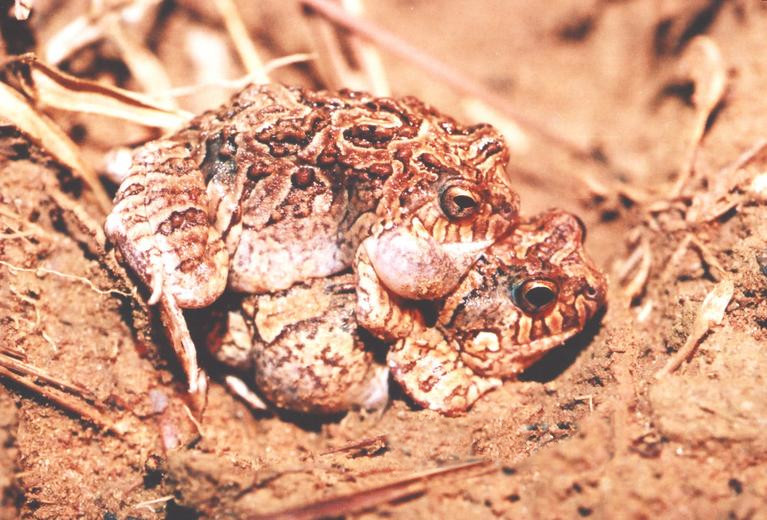
Aplexo de Physalaemus marmoratus.

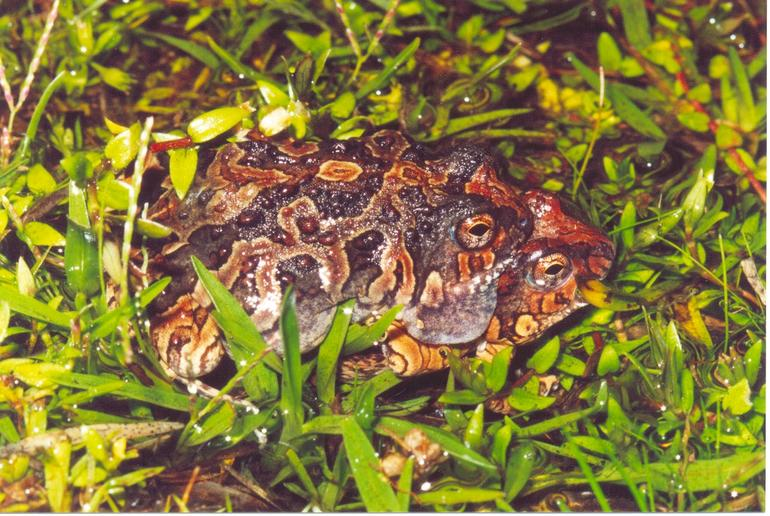
Aplexo de Physalaemus marmoratus.

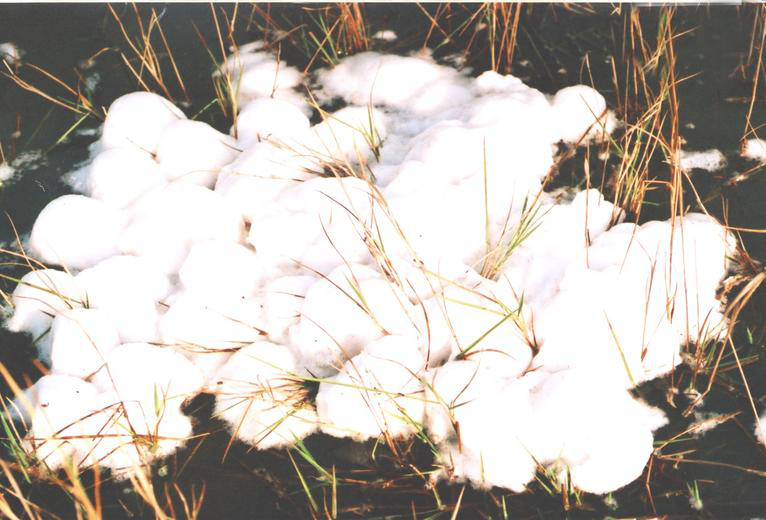
Nido de espuma de Physalaemus marmoratus.

El nombre rana llorona es derivado que su canto típico, pareciendo el maullido de un gato. Las especies del género construyen nidos de espuma flotante, en cuyo interior depositan los huevos, de los cuales nacerán los renacuajos.
Fue descrita en el año 1862 por zoólogo Johannes Theodor Reinhardt y el naturalista Christian Frederik Lütken, ambos daneses.

## Distribución geográfica
Esta especie se encuentra en Brasil en los estados de: Bahía, Espírito Santo, Goiás, Mato Grosso, Mato Grosso do Sul, Minas Gerais, Río de Janeiro y São Paulo; y en el nordeste del Paraguay; siendo probable en el nordeste de la Argentina en la provincia de Formosa.  